# King Power
King Power International Group es una empresa duty-free minorista tailandesa, cuya sede se encuentra en Bangkok. El presidente actual y CEO es Aiyawatt Srivaddhanaprabha.
Es la compañía duty-free más grande del país. Su centro comercial libre de impuestos en el distrito central de comercios de Bangkok tiene 12,000 m² y filiales en el aeropuerto de Suvarnabhumi y en otros aeropuertos importantes de Tailandia. En 2015, King Power lanzó un sitio en línea que vende elementos libres de impuestos.

## Historia

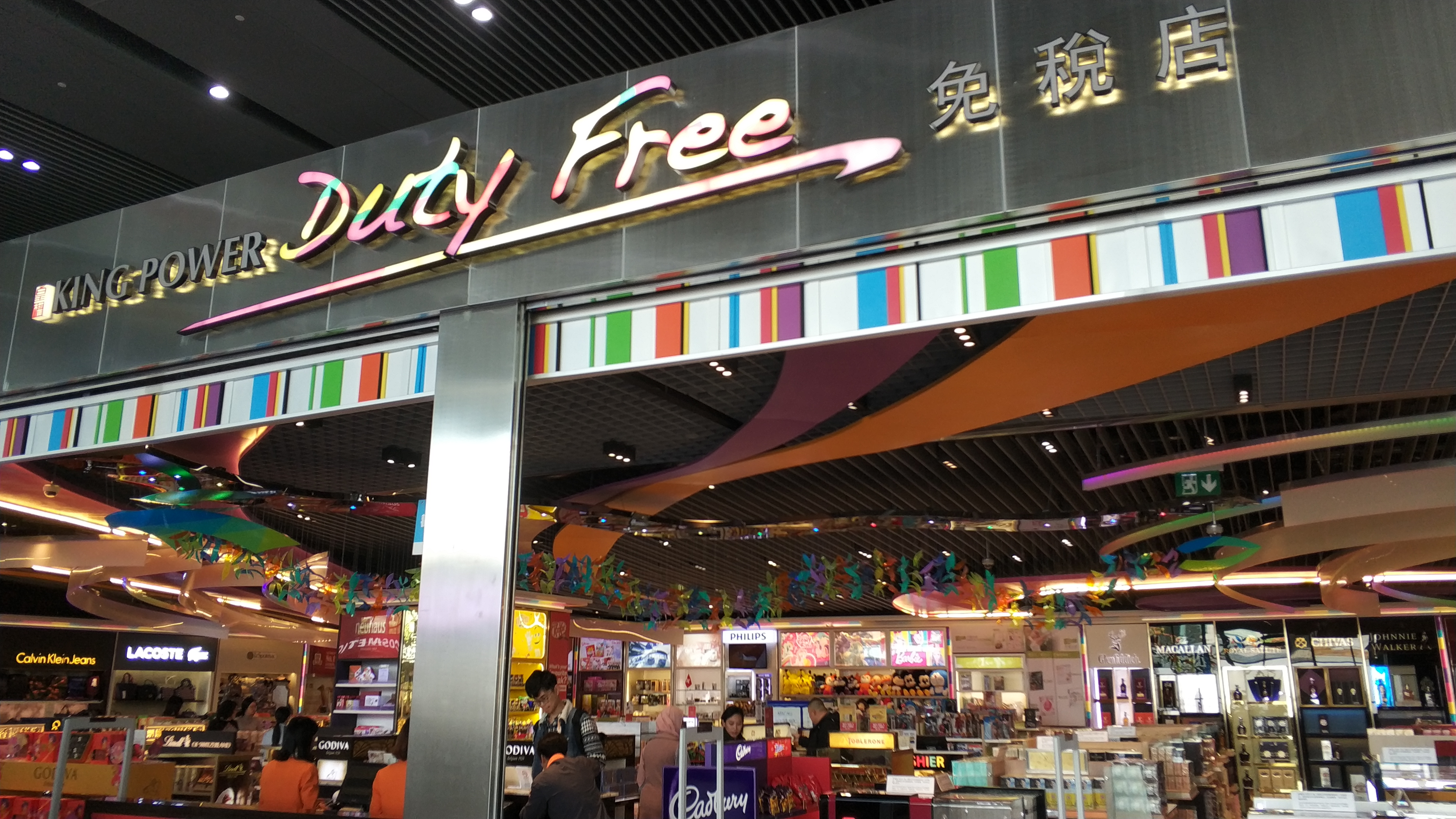
Tienda libre de impuestos de King Power en el Aeropuerto Internacional de Macao.

King Power empezó en 1989 con una licencia concedida para una primera tienda libre de impuestos en la Plaza Mahatun. En 1995, King Power ganó la concesión única para operar tiendas duty-free en el Aeropuerto de Don Mueang, entonces el aeropuerto principal de Bangkok. En 1997, el gobierno del Primer ministro Chavalit Yongchaiyudh concedió a la compañía el derecho de liderar el comercio libre de impuestos en el Centro de Comercio Mundial en Bangkok para los próximos 10 años. El negocio había sido gestionado anteriormente por la Autoridad de Turismo de Tailandia.
En 2004, el gobierno de Thaksin Shinawatra concedió a King Power el derecho a operar con tiendas duty-free en Suvarnabhumi, el nuevo aeropuerto principal de Bangkok, para 10 años. Poco después, la compañía ganó la concesión para operar duty-free's en cuatro aeropuertos provinciales importantes hasta 2015. No había ninguna licitación para las concesiones. En 2016, King Power abrió sucursales en los aeropuertos de Suvarnabhumi, Don Mueang, Phuket, Chiang Mai y Hat Yai. Su contrato en Suvarnabhumi expira en 2020 y en Don Mueang en 2022. Las posiciones de monopolio de King Power están en contradicción con la práctica en otros aeropuertos internacionales comparables. Por ejemplo, el Aeropuerto Internacional de Incheon tiene doce concesiones duty-free que compiten para el comercio.
En agosto de 2010, siguiendo el acuerdo de tres años de patrocinio de King Power en la camiseta Milán Mandarić, vendió el club de fútbol inglés Leicester City FC a un consorcio tailandés llamado Asian Football Investments (AFI), que formaba parte del grupo King Power de Vichai Srivaddhanaprabha. El 16 de mayo de 2017, el equipo belga Oud-Heverlee Leuven anunció que habían aceptado una oferta de King Power para comprar el club.
En junio de 2016, King Power adquirió una parte de la aerolínea Thai AirAsia, la más grande del país, por 226 millones de dólares. La compra del 39 por ciento de la empresa Asia Aviation convirtió a King Power en el segundo accionista en importancia de Thai AirAsia.
El 27 de octubre de 2018, un helicóptero AgustaWestland AW169 se estrelló frente al King Power Stadium, estadio situado en Leicester, poco después de despegar del campo. El 28 de octubre, se informó que Vichai Srivaddhanaprabha, fundador de King Power y dueño del Leicester City FC, tres pasajeros y el piloto habían muerto en el accidente.